# Paul Mathieu Laurent
Pour les articles homonymes, voir Laurent et Paul Laurent (homonymie).
Paul Mathieu Laurent, dit Laurent de l'Ardèche, né le 14 septembre 1793 à Bourg-Saint-Andéol,,, mort le 7 août 1877 à Versailles, est un avocat, historien, journaliste, homme politique et bibliothécaire français.

## Biographie

### Formation
Paul Mathieu Laurent étudie au collège et manifeste des idées républicaines sous l'Empire puis bonapartistes sous la Restauration. Condamné à un mois de prison pour avoir manifesté ses opinions dans l'église de sa commune natale, il se rallie à Napoléon pendant les Cent-Jours ; il est chargé de remettre à l'Empereur une adresse et s'engage comme fédéré parisien,. Sous la Seconde Restauration, il est inculpé de complot contre la sûreté de l'État et menaces pour avoir célébré la dissolution de la Chambre introuvable et invité le maire-adjoint à lui répéter dehors ce qu'il lui avait dit, mais condamné seulement à quatre mois de prison pour menaces.
Parti étudier le droit à Grenoble en 1816, il obtient sa licence en 1819 et s'inscrit au barreau de cette ville (1820) puis à celui de Privas. En parallèle, il devient rédacteur au Journal libre de l'Isère, de tendance démocratique. Ayant dénoncé dans un article la Chambre des députés, qui vient de casser l'élection de l'abbé Grégoire, il passe devant la cour d'assises de l'Isère, qui l'acquitte. En 1824, il s'installe à Paris, où il s'engage dans des recherches historiques, principalement sur la Révolution dans le Dauphiné,,.

### Homme de lettres et saint-simonien

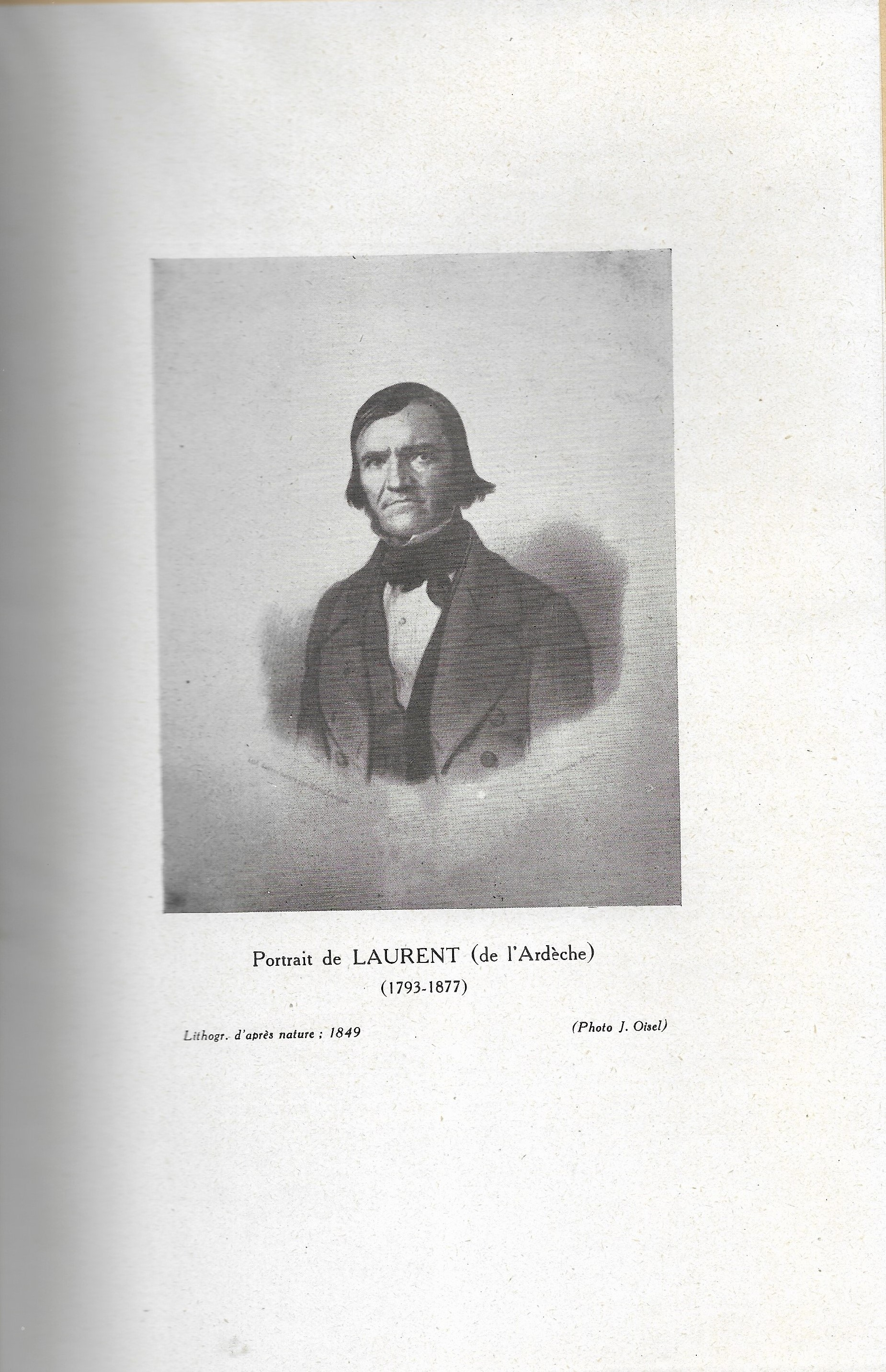
Laurent de l'Ardèche.

En 1828, il publie sous le pseudonyme d'« Uranelt de Leuze » une Réfutation de l'histoire de France de l'Abbé de Montgaillard dans laquelle, le premier, il réhabilite Maximilien de Robespierre — ce que ne manque pas de souligner Sainte-Beuve dans son compte-rendu du 9 février 1828 paru dans Le Globe : « Il ose, entre autres vues paradoxales, relever et proclamer la capacité politique de Robespierre ». Honoré de Balzac, qui a lu la Réfutation, a retenu cette réhabilitation dans Les Deux rêves.
Il collabore au journal saint-simonien : Le Producteur en 1825 et 1826, En 1829, il adhère au saint-simonisme, dont il devient un propagateur dans le Midi. En juillet 1829, il fonde un hebdomadaire, L'Organisateur, journal de la doctrine saint-simonienne, qui paraîtra jusqu'en août 1831. Rédacteur au Globe, il est rédacteur au Globe saint-simonien de 1830 à 1832. En 1832, il s'éloigne des saint-simoniens devant les réformes apportées par Barthélemy Prosper Enfantin, même s'il demeure l'ami de ce dernier. En 1833, il est candidat malheureux devant le collège électoral de Privas. Il est rédacteur au journal Le Progressif du Gard, à Nîmes, en 1834. En 1835, il se rend à Paris, pour assurer la défense de deux ouvriers, lors du procès des insurgés d'avril 1834 devant la cour des pairs. De retour à Nîmes en 1837, il y exerce la profession d'avocat. Trois ans plus tard, il abandonne le barreau pour des raisons de santé. Le 31 mai 1840, le gouvernement le nomme juge au tribunal de première instance de Privas. La même année, il publie une Histoire de Napoléon plusieurs fois rééditée qui a sans doute, selon Pierre Broué, joué un rôle important dans la construction de la légende napoléonienne. Il est fait chevalier de la Légion d'honneur en mars 1847,,,,,.

### Un engagement politique
Après la révolution de 1848, il est élu, le 24 février président de la Commission départementale de l'Ardèche lors d'une réunion publique, et collabore à plusieurs journaux, notamment L'Almanach républicain et La République. Puis le gouvernement provisoire le nomme commissaire de la République dans le canton de Privas,, où il prend ses fonctions, le 26 mars. Enfin, le 23 avril, il est élu député de l'Ardèche, le cinquième sur neuf, avec 28 759 voix. Sous le nom de « Laurent de l'Ardèche », il siège à la gauche de l'Assemblée nationale constituante. Le 5 mai 1848, il défend les gardes nationaux et pompiers de Privas, qui ont contrôlé les bulletins des électeurs, remis à ceux-ci par leurs prêtres, à l'entrée du scrutin,. Par ailleurs, il s'oppose le 26 mai à la proposition de la Commission exécutive visant à appliquer aux Orléans la loi de bannissement perpétuel touchant la branche aînée des Bourbons. Pour lui, cette mesure doit être limitée à « la pacification intérieure de la France » et à l'amélioration de « l'état général de l'Europe ». Toutefois, le terme « perpétuité » est maintenu dans la proposition, qui est votée par 631 voix contre 63, le 8 août, au rétablissement du cautionnement puis, le 25, aux poursuites engagées contre Louis Blanc et Marc Caussidière. Après l'élection présidentielle, il intervient contre le rétablissement de la contrainte par corps, voté le 13 décembre, puis contre la proposition Rateau.
Le 13 mai 1849, il est élu, par 35 894 voix sur 68 890 votants et 105 091 inscrits, député de l'Ardèche à l'Assemblée nationale législative, où il vote avec les Montagnards.

Lors du coup d'État du 2 décembre 1851, il ne participe pas aux tentatives de résistance des représentants de la gauche contre Louis-Napoléon Bonaparte et renonce à la vie politique. En 1852, dans une brochure intitulée : Coup d'œil philosophique sur la révolution de décembre, il le justifie même, affirmant : 

« La France était placée entre deux abîmes, la contre-révolution et l'ultra-révolution. Le coup d'État est survenu, appuyé sur l'appel au peuple et s'offrant comme le sauveur de la République. Il a réussi par l'intervention irrésistible de la force matérielle. C'était à l'emploi de la force matérielle aussi qu'allaient aboutir fatalement les combinaisons et les machinations respectives de la contre-révolution et de l'ultra-révolution. La majorité victorieuse, c'était une Convention monarchique, portant dans son sein une Restauration, grosse elle-même d'un guerre civile et d'interminables bouleversements. L'insurrection démocratique triomphante, c'était l'avènement dictatorial des hommes et des doctrines du fameux comité de résistance ; avènement précurseur de nouvelles révolutions. Dans le premier cas, la République, le suffrage universel, le principe électif, le progrès social étaient sacrifiés aux prétentions dynastiques et aux fureurs réactionnaires. Dans le second cas, tous ces grands intérêts étaient compromis par la prédominance inévitable de la plus fougueuse démagogie. Il y avait placé pour un de ces faits qui, à mesure qu'ils tombent de la main du temps, semblent souvent heurter le bon sens, la justice, et réduire l'histoire au jeu de la force ou au désordre de la folie, mais qui, dès qu'un but est atteint, s'alignent à travers l'espace parcouru par les générations et apparaissent comme l'éclatant témoignage de la loi invisible qui régit les sociétés. »

### Bibliothécaire
À la suite de son ralliement, il est nommé, le 1er juin 1852, directeur de la bibliothèque du Sénat, en remplacement de François Ponsard, démissionnaire,,. Puis, le 30 juin 1853, il succède à Pierre-Ange Vieillard comme conservateur-administrateur de l'Arsenal, dont il devient plus tard premier administrateur et où il accueille, en 1865, les archives d'Enfantin,.
Il a également collaboré au Dictionnaire de la conversation et de la lecture, publié sous la direction de William Duckett, et dirigé avec Adolphe Guéroult l'édition des Œuvres de Saint-Simon et d'Enfantin à partir de 1865.
Durant le siège de Paris et la Commune de Paris, il protège les trésors de la bibliothèque en les installant dans les caves de l'Arsenal. Il occupe ces fonctions jusqu'en 1871 ; Édouard Thierry lui succède jusqu'en 1888, puis Henri de Bornier de 1889 à 1901.
Mort au n° 101 du boulevard de la Reine à Versailles, il est inhumé au cimetière Notre-Dame de Versailles.
Sa petite-fille était l'actrice Pauline Carton.

## Ouvrages
- Résumé de l'histoire du Dauphiné, Paris, Lecointe et Durey, 1825, 438 p. (lire en ligne)
- Résumé de l'histoire de la philosophie, Imprimerie de Decourchant, 1826, 474 p.
- Histoire de Napoléon, Aucher-Eloy et Cie, 1827, 444 p. (lire en ligne) (rééd. Histoire de l'empereur Napoléon, J.-J. Dubochet, 1839 ; Paris, Garnier frères, 1852)
- Réfutation de l'histoire de France de l'Abbé de Montgaillard, Paris, Delaforest, 1828, 489 p. (lire en ligne) (3e édition sous son vrai nom en 1843)
- De la modération politique, Paris, Imprimerie d'Éverat, 1831, 28 p.
- Religion saint-simonienne : prédication du 9 octobre, Paris, Imprimerie de Guiraudet, 1831, 16 p.
- Considérations sur la politique extérieure de la France depuis la révolution de 1830, Paris, Éverat, 1831, 63 p.
- « Considérations philosophiques sur la puissance paternelle », Revue du Dauphiné, Valence, L. Borel, vol. 1,‎ 1837 (lire en ligne)
- Du Principe d'autorité en politique, des causes de sa décadence et des moyens de le relever, Paris, J.-J. Dubochet, 1844, 160 p.
- De la Prescription en matière de partage d'ascendant, Videcoq, 1846, 42 p.
- Coup d'œil philosophique sur la révolution de décembre, Paris, Garnier frères, 1852, 16 p. (lire en ligne)
- Réfutation des mémoires du maréchal Marmont duc de Raguse, Paris, Henri Plon, 1857, 442 p. (lire en ligne)
- La Maison d'Orléans devant la légitimité et la démocratie depuis son origine jusqu'à nos jours, Paris, E. Dentu, 1861, 576 p. (lire en ligne)
- Pourquoi la France est restée catholique, Paris, E. Dentu, 1861, 232 p. (lire en ligne)
- Le Complice du grand coupable dans les malheurs de la France, Paris, E. Dentu, 1872, 25 p. (lire en ligne) (préface du volume XXVI des Œuvres de Saint-Simon et d'Enfantin)